# 新加坡国家体育场
新加坡國家體育場是一座位於新加坡加冷的多功能体育场，该体育场于2014年开放，建于前国家体育场的旧址上，后者自1973年起使用，直至2010年。这座拥有55,000个座位的场馆是新加坡体育城的核心，新加坡体育城是一个体育和娱乐区，还包括新加坡室内体育馆和其他体育场馆。
该体育场是世界上最大的穹顶建筑之一，采用自然通风设计和可伸缩屋顶，可用于足球、橄榄球、田径和板球等项目。屋顶由绝缘金属制成，可反射阳光。体育场是新加坡國家足球隊的主场，曾作为2015年东南亚运动会的主会场，并在2014年、2018年、2020年和2022年举办了东盟足球锦标赛的比赛。该体育场还举办过非体育赛事，包括演唱会、国家庆典和宗教集会。

## 历史
2007年，新加坡政府接受了关于建设新国家体育场及其周边体育和休闲区（包括水上运动中心）项目的投标。
Alpine Mayreder提出了一个以慕尼黑安联竞技场为灵感的设计，Singapore Gold则提出了一个名为“Premier Park”的设计（将采用可用作投影屏幕的可伸缩屋顶），而新加坡体育城联盟（SSHC）提出了一个名为“Cool Dome”的设计，这是一座通风良好的，受马蹄铁启发的体育场，配有可伸缩屋顶。
2008年1月19日，政府宣布SSHC作为体育城项目和体育场的首选投标方，计划于2011年完成建设。社会发展、青年及体育部长维文表示，SSHC的提案在提供全面的体育赛事日程方面最具优势，并且在项目规划、团队文化与合作伙伴关系、功能性和布局等方面显示出显著的优势。
由于2008年金融危机和建筑成本飙升造成延误，体育场直到2010年才开始动工。到2011年9月，体育场的打桩和地基工作完成，体育场固定屋顶的钢结构开始施工。2013年7月，体育场屋顶最后一根主钢结构“跑道桁架”的安装完成，标志着国家体育场固定屋顶的钢结构完工，为可伸缩屋顶的安装做好准备。体育场原计划于2014年4月完成，但2014年2月，体育城首席执行官Philippe Collin Delavaud宣布将错过最后期限，直到2014年6月才开放。
该体育场的首场体育赛事是2014年6月举行的首届世界俱乐部十人制橄榄球锦标赛。

## 设计

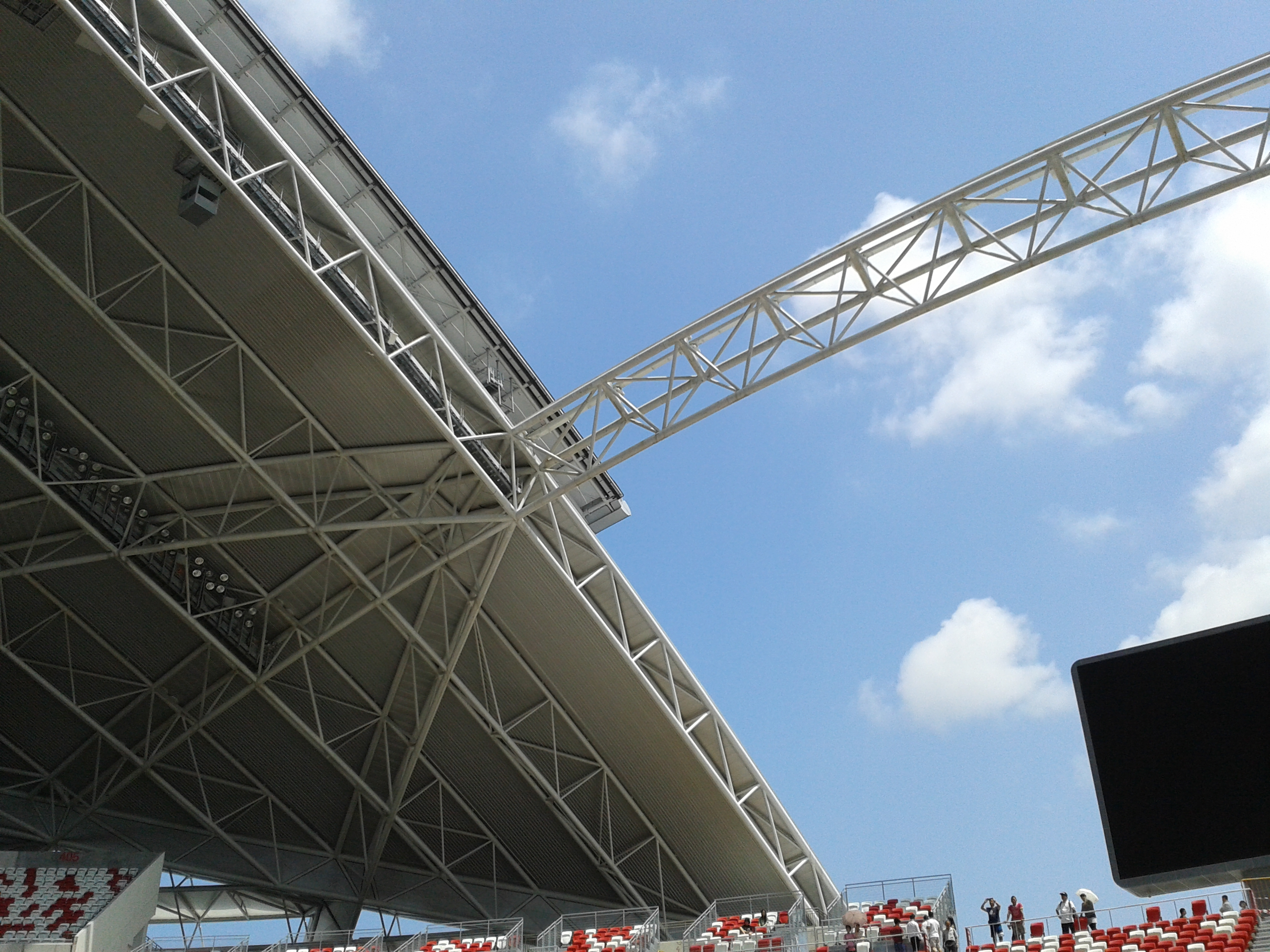
体育场的可伸缩屋顶

体育场拥有一个75,000平方米（810,000平方英尺）、高83米（272英尺）的钢制穹顶，并配有可伸缩屋顶，是世界上最大的穹顶结构。由于新加坡属于热带气候，体育场的屋顶设计为反射阳光以隔热，同时利用自然气流为观众区降温，与同等规模的场馆相比，其能耗更低。.
体育场可以配置为足球、橄榄球、田径和板球。在其足球和橄榄球配置中，最低层的座位可以向前移动（覆盖跑道），以提供更为亲密的观赛体验。重新配置座位安排大约需要48小时。
该体育场最初使用草地合成增長系統作为比赛场地表面，这是一种天然草与合成纤维交织的草坪。然而，在在经历了球场草皮质量问题后（其中包括2014年11月由于安全问题，紐西蘭國家橄欖球隊取消了原定在该体育场举行的一场橄榄球比赛），2015年5月，GrassMaster草皮被替换为Eclipse Stabilised Turf，由澳大利亚公司HG Turf生产的一种类似的混合草皮系统。
新加坡体育城首席执行官温仁德表示，体育场独特的微气候给GrassMaster草皮的维护带来了额外的挑战。

## 主要活動

### 运动会
- 2015年东南亚运动会（开幕式、闭幕式、田径、足球比赛）

### 足球
| 日期                   | 主队                   | 比分            | 客队                   | 比赛                                      | 出席   | 备注                         |
| ---------------------- | ---------------------- | --------------- | ---------------------- | ----------------------------------------- | ------ | ---------------------------- |
| 2014年8月16日          | Singapore Selection XI | 0–5             | 尤文图斯               | 友谊赛                                    | 27,338 | 国家体育场举行的首场正式比赛 |
| 2014年10月14日         | 日本                   | 0–4             | 巴西                   | 巴西全球巡回赛                            | 51,577 |                              |
| 2015年7月15日（18:00） | 埃弗顿                 | 0–0 (点球：5–4) | 斯托克城               | 2015年英超亞洲盃                          | 17,843 |                              |
| 2015年7月15日（20:30） | Singapore Selection XI | 0–4             | 阿森纳                 | 2015年英超亞洲盃                          | 29,867 |                              |
| 2015年7月18日（18:00） | 斯托克城               | 2–0             | Singapore Selection XI | 2015年英超亞洲盃                          | 25,000 |                              |
| 2015年7月18日（20:30） | 埃弗顿                 | 1–3             | 阿森纳                 | 2015年英超亞洲盃                          | 52,107 |                              |
| 2015年11月12日         | 日本                   | 3–0             | 新加坡                 | 2018年國際足協世界盃外圍賽 – 亞洲區第二圈 | 33,868 |                              |
| 2016年5月10日          | 淡滨尼流浪             | 1–0             | 雪兰莪                 | 2016年亚足联杯小组赛                      | 11,875 |                              |
| 2017年6月13日          | 新加坡                 | 0–6             | 阿根廷                 | 新加坡足球协会成立125周年友谊赛           | 28,000 |                              |
| 2017年7月25日          | 切尔西                 | 2–3             | 拜仁慕尼黑             | 2017年國際冠軍盃                          | 48,522 |                              |
| 2017年7月27日          | 拜仁慕尼黑             | 0–2             | 国际米兰               | 2017年國際冠軍盃                          | 23,388 |                              |
| 2017年7月29日          | 切尔西                 | 1–2             | 国际米兰               | 2017年國際冠軍盃                          | 32,547 |                              |
| 2018年3月31日          | 新加坡新潟天鹅         | 2–1             | 淡滨尼流浪             | 2018年新加坡社区盾                        | 18,942 |                              |
| 2018年7月26日          | 马德里竞技             | 1–1 (点球：3–1) | 阿森纳                 | 2018年國際冠軍盃                          | 23,095 |                              |
| 2018年7月28日          | 阿森纳                 | 5–1             | 巴黎圣日耳曼           | 2018年國際冠軍盃                          | 50,308 |                              |
| 2018年7月30日          | 巴黎圣日耳曼           | 3–2             | 马德里竞技             | 2018年國際冠軍盃                          | 50.038 |                              |
| 2019年7月20日          | 曼徹斯特聯             | 1–0             | 国际米兰               | 2019年國際冠軍盃                          | 52,897 | 比赛出席人数纪录             |
| 2019年7月21日          | 尤文图斯               | 2–3             | 托特纳姆热刺           | 2019年國際冠軍盃                          | 50,443 |                              |
| 2019年10月10日         | 巴西                   | 1–1             | 塞內加爾               | 巴西全球巡回赛                            | 20,621 |                              |
| 2019年10月13日         | 巴西                   | 1–1             | 尼日利亞               | 巴西全球巡回赛                            | 20,385 |                              |
| 2021年12月29日         | 印度尼西亞             | 0–4             | 泰國                   | 2020年AFF冠军赛决赛第一回合               | 6,290  | 泰国队以总比分6–2获胜        |
| 2022年1月1日           | 泰國                   | 2–2             | 印度尼西亞             | 2020年AFF冠军赛决赛第二回合               | 7,429  | 泰国队以总比分6–2获胜        |
| 2022年7月15日          | 利物浦                 | 2–0             | 水晶宫                 | 渣打银行新加坡杯友谊赛                    | 50,217 |                              |
| 2023年7月26日          | 獅城水手               | 1–5             | 托特纳姆热刺           | 老虎杯友谊赛                              | 25,095 |                              |
| 2023年7月30日          | 利物浦                 | 4–0             | 莱斯特城               | 渣打银行新加坡杯友谊赛                    | 28,597 |                              |
| 2023年8月2日           | 利物浦                 | 3–4             | 拜仁慕尼黑             | 渣打银行新加坡杯友谊赛                    | 49,983 |                              |
| 2024年3月21日          | 新加坡                 | 2–2             | 中国                   | 2026年國際足協世界盃外圍賽 (亞洲區)       | 28,414 |                              |
| 2024年6月6日           | 新加坡                 | 0–7             | 韓國                   | 2026年國際足協世界盃外圍賽 (亞洲區)       | 49,097 |                              |

### 演唱会
| 日期                                  | 演出者                     | 演出名称                                                        | 备注                                                   |
| ------------------------------------- | -------------------------- | --------------------------------------------------------------- | ------------------------------------------------------ |
| 2014年7月5日                          | 孫燕姿                     | 克卜勒世界巡迴演唱會                                            | 首位在此開唱的歌手                                     |
| 2014年10月24日                        | 瑪麗亞·凱莉                | 歌情萬種演唱會                                                  | 首位在此開唱的美國歌手                                 |
| 2014年12月27日                        | 周杰倫                     | 魔天倫2世界巡迴演唱會                                           | 首位在此開唱的台灣歌手                                 |
| 2015年3月11日                         | 单向组合                   | 青春再前进巡回演唱会                                            | 首組在此開唱的英國團體                                 |
| 2015年8月7日                          | 孙燕姿、林俊杰、郎朗等     | Sing 50演唱会                                                   | 庆祝新加坡50周年演唱会                                 |
| 2016年1月9日                          | 張惠妹                     | 烏托邦世界巡城演唱會                                            | 二度在此開唱的台灣歌手(於1999年未翻新前在此場地開唱過) |
| 2016年2月28日                         | 瑪丹娜                     | 心叛逆世界巡迴演唱會                                            |                                                        |
| 2016年9月3日                          | 周杰倫                     | 地表最強世界巡迴演唱會                                          |                                                        |
| 2017年3月31日－4月1日                 | 酷玩樂團                   | 夢過頭巡迴演唱會                                                | 首組在此開兩場的樂團                                   |
| 2017年8月26日                         | 喷火战机乐队               | Concrete and Gold Tour                                          |                                                        |
| 2017年10月21日                        | 后街男孩                   | Larger Than Life Tour                                           |                                                        |
| 2018年1月6日                          | 周杰倫                     | 地表最強2世界巡迴演唱會                                         |                                                        |
| 2018年6月2日                          | 五月天                     | 人生無限公司巡迴演唱會（無限放大版）                            | [ 19 ] [ 20 ]                                          |
| 2018年10月20日                        | 周华健、董姿彦、ShiLi＆Adi | WAU Live 2018                                                   |                                                        |
| 2018年10月27日                        | 傑森·瑪耶茲                | Goods Vibes with Jason Mraz                                     |                                                        |
| 2019年1月19日                         | 防弹少年团                 | 爱自己世界巡回演唱会                                            | 首組在此開唱的韩国团体                                 |
| 2019年3月7日                          | 魔力紅                     | 紅藍藥丸巡迴演唱會                                              |                                                        |
| 2019年4月26日                         | 艾德·希兰                  | ÷ Tour                                                          |                                                        |
| 2019年8月10日                         | 西城男孩                   | The Twenty Tour                                                 |                                                        |
| 2019年11月30日－12月1日               | U2乐团                     | The Joshua Tree Tours 2019                                      |                                                        |
| 2019年12月21－22日                    | 林俊傑                     | 聖所2.0世界巡迴演唱會                                           | 首位在此開两场的华人歌手                               |
| 2020年1月10－11日                     | 周杰倫                     | 嘉年華世界巡迴演唱會                                            |                                                        |
| 2022年8月21日                         | 比莉·艾利什                | 怪樂的不得了世界巡迴演唱會                                      |                                                        |
| 2022年11月4－5日                      | 林俊傑                     | JJ20世界巡迴演唱會                                              |                                                        |
| 2022年11月12日                        | 槍與玫瑰                   | We're F'N' Back! Tour                                           |                                                        |
| 2022年11月28日                        | 魔力紅                     | 2020巡回演唱会                                                  |                                                        |
| 2022年12月3日                         | 五月天                     | 好好好想見到你演唱会                                            |                                                        |
| 2022年12月17－18日                    | 周杰倫                     | 嘉年華世界巡迴演唱會                                            |                                                        |
| 2023年2月16日                         |                            | 2022年嗆辣紅椒全球巡迴體育場演唱會                              |                                                        |
| 2023年3月17日                         |                            | Love On Tour                                                    |                                                        |
| 2023年5月13－14日                     | BLACKPINK                  | BORN PINK WORLD TOUR                                            | 首組在此開兩場的韩国团体                               |
| 2024年1月13日—14日                    | 五月天                     | 诺亚方舟10周年进化复刻版演唱会                                  |                                                        |
| 2024年1月24－25日、26－27日、30－31日 | 酷玩樂團                   | 星際漫遊世界巡迴演唱會                                          | 首組在此開六場的樂團                                   |
| 2024年2月16日                         | 艾德·希兰                  | The Mathematics Tour                                            |                                                        |
| 2024年3月2－4日、7－9日               | 泰勒·斯威夫特              | 時代巡迴演唱會                                                  | 首位在此開六場的女歌手 非比賽出席人數紀錄（3月9日場）  |
| 2024年4月3日、5－6日                  | 布鲁诺·马尔斯              | Bruno Mars Live in Singapore                                    |                                                        |
| 2024年8月31日                         | A·R·拉赫曼                 | Greatest Hits of AR Rahman, A Rahman Rhapsody Live In Singapore |                                                        |
| 2024年9月28日                         | Stray Kids                 | Stray Kids World Tour "dominATE"                                |                                                        |
| 2024年10月11－13日                    | 周杰倫                     | 嘉年華世界巡迴演唱會                                            | 首位在此开三场的华人歌手                               |
| 2024年12月28－29日                    | 林俊傑                     | JJ20 FINAL LAP世界巡迴演唱會                                    |                                                        |
| 2025年1月11－12日                     | 五月天                     | 回到那一天巡迴演唱會                                            |                                                        |
| 2025年1月25日                         | Seventeen                  | SEVENTEEN [RIGHT HERE] WORLD TOUR IN SINGAPORE                  |                                                        |
| 2025年2月14 - 15日                    | 薛之谦                     | 天外来物世界巡回演唱会                                          | 首位在此开唱并开两场的中国内地歌手                     |
| 2025年3月1日                          | 鄧紫棋                     | G.E.M. I AM GLORIA 世界巡迴演唱會                               | 首位在此開唱的香港歌手                                 |

## 外部連結
- 新加坡體育理事會網站
- 新加坡体育城网站